# Schwalten (Rückholz)
Schwalten ist ein Ortsteil der Gemeinde Rückholz im schwäbischen Landkreis Ostallgäu. Der Weiler liegt circa zwei Kilometer östlich von Rückholz und ist über die Kreisstraße OAL 1 zu erreichen.

## Baudenkmäler
Siehe: Liste der Baudenkmäler in Schwalten